# Kazoku gêmu
Kazoku gêmu, é uma comédia de humor negro japonesa de 1983 dirigida por Yoshimitsu Morita.
O filme recebeu vários prêmios e foi considerado pela crítica especializada japonesa como o melhor filme do ano de seu lançamento, sendo considerado pelo The New York Times um dos 1000 melhores filmes de todos os tempos.

## Ligações Externas
Kazoku gêmu. no IMDb. 